# Mire Chatman
Mire Dejuan Chatman (Garland, 24 ottobre 1978) è un ex cestista statunitense, professionista in Europa.
Alto 187 centimetri per 84 chili, il suo ruolo era quello di guardia, anche se all'occorrenza giocava da playmaker.

## Carriera
Ha giocato, nei college, al Southwestern Christian College e poi alla University Texas Pan American, prima di approdare in Europa al BK Ventspils nel 2002. Rimane in Lettonia fino al 2004, quando si trasferisce al Pau-Orthez, dove gioca una stagione. L'anno successivo, è protagonista in Russia alla Dinamo Mosca, dove è tra gli artefici della vittoria della ULEB Cup.
Dopo aver litigato con il coach Dušan Ivković, arriva alla Virtus Roma a novembre 2006, mantenendo per tutta la stagione un rendimento incostante che non gli fa mai conquistare la definitiva fiducia dell'allenatore e dei tifosi. Al termine del campionato lascia la squadra capitolina e torna a giocare in Russia, al Zenit S. Pietroburgo.

## Palmarès

### Squadra
- Campionato lettone: 2

Ventspils: 2002-03, 2003-04
- Eurocup: 1

Dinamo Mosca: 2005-06

### Individuali
- Trans South Conference Freshman-of-the Year (1999)
- JUCO All-American (2000)
- Campione "Slam Dunk" contest lettone (2003)
- Latvijas Basketbola Līga Player of the Year (2003)
- Latvijas Basketbola Līga Guard of the Year (2003, 2004)
- Latvijas Basketbola Līga straniero dell'anno (2003)
- Pro A Guard of the Year (2005)
- Uleb Cup difensore dell'anno (2006)